# Chamseddine Dhaouadi
Chamseddine Dhaouadi (ur. 16 stycznia 1987 w Tunisie) – piłkarz tunezyjski grający na pozycji obrońcy. Od 2013 roku jest zawodnikiem klubu Espérance Tunis.

## Kariera klubowa
Swoją karierę piłkarską Dhaouadi rozpoczął w klubie CS Hammam-Lif. W sezonie 2009/2010 zadebiutował w jego barwach w pierwszej lidze tunezyjskiej. W trakcie sezonu 2011/2012 odszedł do Étoile Sportive du Sahel. Zadebiutował w nim 17 marca 2012 w zremisowanym 0:0 wyjazdowym meczu z Club Africain Tunis.
Na początku 2013 roku Dhaouadi został zawodnikiem Espérance Tunis. W nowym klubie trzykrotnie został mistrzem Tunezji - w 2014, 2017 i 2018 roku, a w 2016 zdobył puchar kraju. W roku 2018 Chamseddine wygrał afrykańską Ligę Mistrzów.

## Kariera reprezentacyjna
W reprezentacji Tunezji Dhaouadi zadebiutował w 2012 roku. W 2013 i 2017 został powołany do kadry na Puchar Narodów Afryki. Nie zanotował w nich żadnego występu.